# 世界聖典普及協会
一般財団法人世界聖典普及協会（せかいせいてんふきゅうきょうかい）は、生長の家系の法人。日本教文社から刊行される「聖典」を軸にした書籍、月刊誌「いのちの環」「白鳩」「日時計24」の頒布を主に担当する。元文部科学省所管。